# Bac +70
Bac +70 est un téléfilm franco-belge réalisé par Laurent Levy et diffusé en 2007.

## Synopsis
Louis Morlet, pâtissier de son état, a bien réussi sa vie. Il dirige d'une main de maître sa prestigieuse boutique fréquentée par une clientèle de fidèles gourmets. Un jour, sa petite-fille Alice vient le trouver pour lui demander de l'embaucher. Elle s'est fâchée avec ses parents et veut quitter le lycée. Louis est touché par cette crise familiale, car lui-même n'a jamais pu faire d'études, ce qu'il regrette amèrement. 
Ses relations avec son gendre (qui a été son second à la pâtisserie) et sa fille (la mère d'Alice) sont assez tendues mais il sait que lui seul pourra aider la petite famille à retrouver son équilibre. Pour ce faire, il est même prêt à retourner sur les bancs du lycée avec sa petite-fille pour passer le bac.

## Fiche technique
- Scénario : Christine Miller et Philippe Muyl
- Durée : 97 min
- Pays :  France &  Belgique

## Distribution
- Pierre Mondy : Louis Morlet
- Lizzie Brocheré : Alice
- Arthur Dupont : Julien
- Micky Sébastian : Françoise
- Emmanuel Patron : Gilles
- Agathe Natanson : Céline Durrieux
- Abbes Zahmani : Jean
- Luc Palun : Marcel
- Charles Ardillon : Roger
- Karine Lyachenko : La vendeuse
- Harmony Lévy : Sabrina
- Jonathan Demurger : Max
- Nora Arnezeder : Elsa
- Magaly Berdy : Professeur de philo
- Stéphane Boutet : Professeur d'histoire
- Théodule Carré-Cassaigne : Alex
- Marianne Groves : La directrice
- Philippe Le Mercier : Présentateur TV
- Cyril Mourali : Thierry
- Marie Piton : La libraire
- Rémy Roubakha : Surveillant général
- Frédéric Sauzay : Professeur de sport
- Elodie Sophie : Amie d'Alice
- Isabelle Tanakil : Mme Vermus
- Pablo Valero : Laurent
- Hester Wilcox : Professeur d'anglais